# Альби (графство)
Графство Альби (фр. Comté de Albi) — феодальное владение на юге Франции со столицей в городе Альби.

## История графства Альби
О ранней истории графства известно немногое. В документах конца IX—начала X века упоминаются три графа Альби. Происхождение первого графа, Эрменгола, не установлено. Вероятно, что второй упоминаемый граф, Раймунд, был одним лицом с Раймундом II, графом Тулузы, однако обоснование этой версии пока недостаточно подкреплено историческими источниками.
Упоминание о Понсе, графе Альби в 987 году, является значительным фактом в истории графства. Имя Понс связано в X и XI веках с графами Тулузы. Поэтому, вероятно, что Понс, граф Альби, был сыном графа Раймунда III Понса или его сына, графа Раймунда IV. Отсутствие более ранних сведений о Понсе, даёт возможность предполагать, что граф Раймунд IV был, скорее всего, его отцом. Вероятно, граф Понс умер без прямых наследников на графство Альби и оно перешло к графам Тулузы. Скорее всего, Раймунд IV и Раймунд V и дальнейшие графы Тулузы вплоть до Раймунда IV Тулузского носили титул графов Альби.
Графство Альби вошло в состав графства Тулузы к началу XI века, что подтверждается документом, датированным 1006 годом, который сообщает о заседании совета провинции Нарбонна в Тулузе, где присутствовал Гильом III Тулузский.

## История виконтства Альби
Первые виконты Альби появились ещё в IX веке. Первым виконтом стал Атон I, хотя не доказано, что он являлся родоначальником последующих правителей Альби. Их первым документально подтверждённым предком был Бернар I, однако достоверно не известно, был ли он в родстве с Атоном I. Начиная с Бернара II виконты Альби также упоминались как виконты Нима. Ранее 962 года Раймунд Бернар «Тренкавель» женился на Эрменгарде, наследнице графства Каркассон, виконтства Безье и виконтства Агд, вследствие чего сын Раймунда Бернара, Бернар Атон IV, стал виконтом Нима, Альби, Каркассона, Безье и Агда. Так как Бернар Атон и его наследники использовали, в основном, титул виконт Безье, Альби стало лишь второстепенной частью их владений.
На протяжении IX, X и XI веков виконты Альби были вассалами графов Тулузы и Руэрга. Не исключено, что последние называли себя также и графами Альби.
В начале XIII века Симон де Монфор, граф Лестер, на правах завоевания ставший графом Тулузы и герцогом Нарбонны, также титуловал себя виконтом Альби, не возводя последнее владение в статус графства.

## Список графов Альби
- 785 — 816/817 (IX век): Эрменгол — граф Альби, родился в Альби. Умер в г. Эмпорион, Испания.
- ? — 878 (IX век): Эрменгол — граф Альби, сын предыдущего
- ? — ? (IX век): Гарсенда — графиня Альби, дочь предыдущего, её муж — Эд Тулузский
- ? — ок. 915:  Раймунд — граф Альби, возможно, одно и то же лицо с Раймундом II Тулузским, сын предыдущей
- ? — после сентября 987: Понс — граф Альби

## Список виконтов Альби
- Атон II (900 — после 942) — виконт Альби
- Бернар II (ум. после 9 июля 972) — виконт Альби и Нима (после 942 — после 972), сын предыдущего
- Атон III (ум. 1030) — виконт Альби и Нима (после 972—1030), сын предыдущего
- Бернар III (ум. после 1050) — виконт Альби и Нима (1030 — после 1050), сын предыдущего
- Раймунд Бернар Тренкавель (ум. 1074) — виконт Альби и Нима (после 1050—1074), сын предыдущего
- Бернар Атон IV (ум. 1129) — виконт Безье, Агда и Каркассона (1070—1129), виконт Альби и Нима (1099—1129), сын предыдущего

В 1074 году виконтство Альби объединилось с виконтством Безье.